# Stare Bielany (stacja metra)
Stare Bielany (do 2006 Bielany) – stacja linii M1 metra w Warszawie na Starych Bielanach w dzielnicy Bielany, położona u zbiegu ul. Jana Kasprowicza i al. Zjednoczenia, zbudowana w latach 2006–2008.

## Opis stacji
Pierwotnie nosiła nazwę Bielany.
Stacja jednokondygnacyjna. Perony szerokości 4,5 metra każdy, są rozmieszczone po bokach stacji, a tory metra pośrodku. Długość stacji 182 m. Cała stacja jest położona wzdłuż ulicy Kasprowicza. Głowica północna stacji jest położona koło ulicy Płatniczej, w głowicy południowej od strony alei Zjednoczenia są umiejscowione windy, po jednej na każdym peronie. Na końcach stacji są umieszczone schody ruchome i stacjonarne. Perony stacji mają bardzo ciekawe, oryginalne drewniane wykończenie. Szare posadzki i ściany są wymieszane z panelami z jasnego drewna, co nadaje stacji ciekawy styl. Bielański odcinek metra Słodowiec – Młociny został wybudowany metodą odkrywkową. Projekt stacji powstał w Biurze Projektowym AiB pod kierunkiem Zdzisława Kostrzewy. Wnętrza zaprojektowali prof. Mirosław Duchowski i arch. Agnieszka Sadkowska-Penczonek.

## Terminy
- Data rozstrzygnięcia przetargu – 29 listopada 2005. Przetarg na budowę tuneli i dwóch stacji (Stare Bielany oraz Wawrzyszew) wygrał Mostostal Warszawa.
- Data zawarcia umowy – 31 maja 2006 r.
- Data rozpoczęcia budowy – czerwiec/lipiec 2006 r.
- Data zakończenia budowy – czerwiec 2008 r.
- Data oddania do ruchu pasażerskiego - 25 października 2008 r.
- Czas realizacji zamówienia to 16 i pół miesiąca.
- Koszt budowy dwóch stacji i tuneli – 217 697 410 zł.